# Skakoiak
A skakoiak a Csillagok háborúja egyik idegen értelmes népe. Metalorn és a Skako őshonos, fejlett faja, a Galaxisban elenyészően kevesen élnek meg. Egészen csúf látványt nyújtanak, egész testüket hatalmas páncélzat fedi, megóvva a viselőjét. A páncélzat adja az oxigént, majd megkeveri egy tekerő segítségével a gazdájának, ugyanis a skakoik olyan oxigént szívnak be, ami egy átlagos humánnak halálos lenne. A páncélzaton három tekerőke van: az oxigénkeverő, az oxigénváltó, valamint a másik tekerő, ami valószínűleg a hangsúly váltását ellenőrzi. A páncél belsejében csövek kötik össze a tüdőt, így teszi lehetővé, hogy a skakoi élhessen.

## Események
Egyetlen fontos szervezetük a befolyásos Techno Unió, amely csatlakozott a szeparatistákhoz. 
A filmben egyetlen skakoit láthatunk, név szerint a Techno Unió elnökét, Wat Tambort, aki igen körülményesen és megfontoltan vezette cégét. A vállalat a Birodalom kikiáltásával, Y. e. 19-ben megszűnik az elnök kivégzésével.